# Lützelaue
Als Lützelaue oder Lützelau (historisch auch Lutzelauwe, von mhd. lützel: klein, wenig) wurde in Mittelalter und früher Neuzeit ein Ufergeländestreifen am Rhein zwischen Winkel und Geisenheim bezeichnet, welcher bis ins 17. Jahrhundert im Rheingau als Richt- und Versammlungsstätte (Malstätte), so für die Rheingauer Landtage, diente.

## Lage
Der Geländestreifen liegt landeinwärts der heutigen Rheinwiesen von Oestrich-Winkel, da die heutige B 42 die Uferlinie des Rheins vor der Rheinregulierung von 1839 markiert, also zwischen der B 42 und dem nördlich parallel zur B 42 verlaufenden Feldweg, welcher auf der Trasse der historischen Landstraße verläuft. Der östlich benachbarte Elsterbach (historisch auch Klingelbach) stellte vor der Veroneser Schenkung die Westgrenze von Kurmainz, danach die Grenze zwischen oberem und unterem Rheingau dar. Folgt man der Lagezeichnung von Rudolf Rosensprung (s. u.) findet sich an der Stelle der ehemaligen Richtstätte, Hauptstraße 177, heute ein Fachbetrieb für Grabmale.

## Richtstätte
Die Lützelau als Ort für Zent- und Blutgericht war namengebend für den Gerichtsbezirk. So heißt es 1881:

„Das Landgericht Lützelau im Rheingau umfaßte im Jahre 1625 zwanzig Dörfer mit 2575 Häusern oder Familien, also einer Bevölkerung von etwa 12000 Seelen.“

## Wiederentdeckung
In späterer Zeit ging die Erinnerung an die Lokalisation verloren und man vermutete den Ort auf einer nicht mehr vorhandenen Rheininsel. 1962 konnte der Mittelheimer Lehrer und Heimatforscher Rudolf Rosensprung die Lützelaue an der genannten Stelle lokalisieren. Während im Historischen Ortslexikon im Landesgeschichtlichen Informationssystem Hessen Rosensprungs Erkenntnis gefolgt wird und die Bartholomäuskapelle von Winkel als in der Lützelau gelegen beschrieben wird, gibt es andererseits bis heute Historiker, die Rosensprungs Arbeit nicht zu kennen scheinen und die Ansicht der Historiker des 19. Jahrhunderts von der abgegangenen Rheininsel wiedergeben.

## Namensdeutung
In Verkennung der ursprünglichen Bedeutung von Lützel wurde die Bezeichnung auf einen mutmaßlichen Stifter des Geländes, Rheingraf Ludwig II. (belegt 1076–1104) bezogen.